# Kanton Le Creusot-Ouest
Kanton Le Creusot-Ouest (francouzsky Canton du Creusot-Ouest) je francouzský kanton v departementu Saône-et-Loire v regionu Burgundsko. Tvoří ho pouze západní část města Le Creusot.